# Shahrestān di Dalgan
Lo shahrestān di Dalgan (farsi شهرستان دلگان) è uno dei 18 shahrestān del Sistan e Baluchistan, il capoluogo è Golmurti, una cittadina di 2.999 abitanti (nel 2006). Lo shahrestān è suddiviso in 2 circoscrizioni (bakhsh): 
- Centrale (بخش مرکزی)
- Jalgeh Chah Hashem (بخش جلگه چاه هاشم)